# Municipio de Cherry Lane
El municipio de Cherry Lane (en inglés: Cherry Lane Township) es un municipio ubicado en el  condado de Alleghany en el estado estadounidense de Carolina del Norte. En el año 2010 tenía una población de 1.528 habitantes.

## Geografía
El municipio de Cherry Lane se encuentra ubicado en las coordenadas 36°26′45.47″N 81°2′12.29″O / 36.4459639, -81.0367472.